# Владимирово (Калининградская область)
Влади́мирово (до 1946 — Та́рау, нем. Tharau от прусс. Toraw) — посёлок в Багратионовском районе Калининградской области. Входит в состав Нивенского сельского поселения. Находится в 20 км от Калининграда. Через посёлок протекает река Прохладная.

## История
Известен как прусское поселение с 1315 года. В XIV веке была построена кирха. В 1365 году в ней уже находился орган. 
Численность населения в 1938 году составляла 786 человек. До 1945 года находился в составе Германии. По итогам Второй мировой войны вошёл в состав СССР. Указом Президиума Верховного Совета РСФСР переименован во Владимирово.

## Население
| 1910 | 1939 | 2002 | 2010 |
| ---- | ---- | ---- | ---- |
| 313  | ↗785 | ↗826 | ↘666 |

## Экономика
В 1945 году были образованы совхозы № 1 и № 2, которые решением Калининградского облисполкома от 27 мая 1955 года были объединены в один совхоз молочно-мясного направления «Нивенский». В 1992 году совхоз «Нивенский» был реорганизован в ЗАО «Нивенское».
Функционируют мебельный цех (на базе бывшего мехцеха) и пельменный цех.

## Этимология названия
Немецкое название посёлка происходит от прусского слова Toraw, которое, в свою очередь, связано с мужским именем Tore (от скандинавского бога Тора).

## Достопримечательности
Из памятников старины сохранилась Орденская кирха примерно 1430 года постройки. В 1637 году в ней венчались пастор Иоганн Патраций и дочь местного пастора Мартина Неандера Анхен. На свадьбу был приглашён поэт Симон Дах, который в качестве подарка специально по этому случаю написал стихи.
Позднее эти стихи были положены на музыку, после чего песня «Анхен из Тарау» приобрела характер народной и стала популярна везде, где говорят по-немецки.
Таким образом благодаря одной обыкновенной девушке небольшой посёлок обрёл международную известность.
Ännchen von Tharau

Ännchen von Tharau ist, die mir gefällt,

Sie ist mein Leben, mein Gut und mein Geld. 

Ännchen von Tharau hat wieder ihr Herz

Auf mich gerichtet, in Leib’ und in Schmerz;

Ännchen von Tharau, mein Reichtum, mein Gut! -

Du, meine Seele, mein Fleisch und mein Blut!
Käm’ alles Wetter gleich auf uns zu schlahn,

Wir sind gesinnet, bei einander zu stahn;

Krankheit, Verfolgung, Betrübnis und Pein, 

Soll unsrer Liebe Verknotigung sein.

Ännchen von Tharau, mein Licht und mein Sohn’! -

Mein Leben schließ’ ich um deines herum!
Recht als ein Palmenbaum ueber sich steigt, 

Hat ihn erst Regen und Sturmwind gebeugt;

So wird die Lieb’ in uns maechtig und groß,

Nach manchen Leiden und traurigem Los.

Ännchen von Tharau, mein Reichtum, mein Gut! -

Du, meine Seele, mein Fleisch und mein Blut!
Würdest du gleich einmal von mir getrennt,

Lebtest da, wo man die Sonne kaum kennt;

Ich will dir folgen durch Wälder und Meer, 

Eisen und Kerker und feindliches Heer!

Ännchen von Tharau, mein Licht und mein’ 

Sonn’! — 

Mein Leben schließ’ ich um deines herum! 

Анхен из Тарау (в переводе Инги Томан)

Анхен из Тарау, мне мила она.

Жизнь моя всецело в ней заключена.

Анхен из Тарау, мы теперь с тобой 

В горестях и счастье связаны судьбой

Анхен из Тарау, ты моя любовь, 

Ты моё богатство, плоть моя и кровь.
Пусть ураганы, и грозы, и гром -

Выстоим мы непременно вдвоём.

Наша любовь укрепится в беде, 

В скорби, болезнях, нужде и труде.

Анхен из Тарау — свет мой она, 

Жизнь её ныне с моей сплетена.
Пальму не сломит ветер шальной

И не погубит ливень и зной.

Пальма всё так же горда и стройна -

Выстоит наша любовь, как она.

Анхен из Тарау, ты моя любовь, 

Ты моё богатство, плоть моя и кровь.
Если б тебя от меня увели, 

Скрыли во мраке у края земли, 

Через пустыню пройти я готов

И сквозь железные рати врагов

Анхен из Тарау — свет мой она.

Жизнь её ныне с моей сплетена.